# Conférences John Locke
Les conférences John Locke (John Locke Lectures en anglais) sont une série de conférences de philosophie données chaque année à l'université d'Oxford au Royaume-Uni. Il s'agit de l'un des colloques réguliers les plus prestigieux en langue anglaise, au même titre que les Gifford Lectures dans les universités écossaises. Cet événement a eu lieu pour la première fois en 1950 à la demande de Henry Wilde.
Il a été proposé à Ludwig Wittgenstein d'assurer le premier cycle de conférences, mais il déclina, mal à l'aise avec ce cadre formel où l'intervenant déploie seul son propos, sans que le public ne puisse poser ou répondre à des questions. 

## Historique
Certaines conférences ont été transcrites puis publiées, ou ont servi de matériaux de base à une publication postérieure. Depuis 2006 les conférences sont enregistrées et rendues publique sur le site de l'université d'Oxford.
| Année     | Participant        | Conférence publiée sous le nom                       |
| 1950–1951 | Oets Kolk Bouwsma  |                                                      |
| 1954–1955 | Hao Wang           |                                                      |
| 1955–1956 | Arthur Prior       | Time and Modality (1957)                             |
| 1957–1958 | A. C. Jackson      |                                                      |
| 1959–1960 | Gregory Vlastos    |                                                      |
| 1961–1962 | Nelson Goodman     |                                                      |
| 1963–1964 | Jaakko Hintikka    |                                                      |
| 1965–1966 | Wilfrid Sellars    | Science and Metaphysics                              |
| 1967–1968 | Paul Lorenzen      |                                                      |
| 1968–1969 | Noam Chomsky       |                                                      |
| 1969–1970 | Donald Davidson    | On the Very Idea of a Conceptual Scheme              |
| 1971–1972 | Sydney Shoemaker   |                                                      |
| 1973–1974 | Saul Kripke        | Non publié                                           |
| 1974–1975 | Richard Brandt     |                                                      |
| 1975–1976 | Hilary Putnam      |                                                      |
| 1976–1977 | pas de conférences | pas de conférences                                   |
| 1977–1978 | pas de conférences | pas de conférences                                   |
| 1978–1979 | Paul Grice         | Aspects of Reason                                    |
| 1979–1980 | David Kaplan       |                                                      |
| 1980–1981 | pas de conférences | pas de conférences                                   |
| 1981–1982 | pas de conférences | pas de conférences                                   |
| 1982–1983 | Daniel Dennett     | Elbow Room: The Varieties of Free Will Worth Wanting |
| 1983–1984 | David Lewis        |                                                      |
| 1984–1985 | pas de conférences | pas de conférences                                   |
| 1985–1986 | pas de conférences | pas de conférences                                   |
| 1986–1987 | Barry Stroud       | The Quest for Reality (2000)                         |
| 1987–1988 | pas de conférences | pas de conférences                                   |
| 1988–1989 | pas de conférences | pas de conférences                                   |
| 1989–1990 | Thomas Nagel       | Equality and Partiality                              |
| 1990–1991 | John McDowell      | Mind and World                                       |

| Année     | Conférencier        | Conférence publiée sous le nom                                              |
| 1991–1992 | Jonathan Bennett    |                                                                             |
| 1992–1993 | Tyler Burge         |                                                                             |
| 1993–1994 | pas de conférences  | pas de conférences                                                          |
| 1994–1995 | Frank Jackson       | From Metaphysics to Ethics                                                  |
| 1995–1996 | pas de conférences  | pas de conférences                                                          |
| 1996–1997 | Jerry Fodor         | Concepts:Where Cognitive Science Went Wrong                                 |
| 1996–1997 | Robert Nozick       | Invariances (2001)                                                          |
| 1997–1998 | Lawrence Sklar      |                                                                             |
| 1998–1999 | pas de conférences  | pas de conférences                                                          |
| 1999–2000 | pas de conférences  | pas de conférences                                                          |
| 2000–2001 | Bas van Fraassen    |                                                                             |
| 2001–2002 | Christine Korsgaard | Self-Constitution: Agency, Identity, Integrity (2009)                       |
| 2002–2003 | Kit Fine            | Semantic Relationism (2007)                                                 |
| 2003–2004 | Jonathan Barnes     | Truth, etc. (2007)                                                          |
| 2004–2005 | Ernest Sosa         | A Virtue Epistemology: Apt Belief and Reflective Knowledge, Volume 1 (2007) |
| 2005–2006 | Robert Brandom      | Between Saying and Doing (2008)                                             |
| 2006–2007 | Robert Stalnaker    | Our Knowledge of the Internal World (2008)                                  |
| 2007–2008 | Hartry Field        |                                                                             |
| 2008–2009 | Thomas M. Scanlon   | Being Realistic about Reasons (2013)                                        |
| 2009–2010 | David Chalmers      | Constructing the World (2012)                                               |
| 2010–2011 | John Cooper         | Ancient Greek Philosophies as a Way of Life                                 |
| 2012      | Stephen Yablo       |                                                                             |
| 2013      | Ned Block           |                                                                             |
| 2014      | Martha Nussbaum     |                                                                             |
| 2015      | Rae Langton         |                                                                             |
| 2016      | Ted Sider           |                                                                             |
| 2017      | Michael Smith       |                                                                             |